# Dead FM
Dead FM è il terzo album di studio del gruppo hardcore punk statunitense Strike Anywhere. Pubblicato nel 2006, è il primo pubblicato dalla Fat Wreck Chords e non dalla Jade Tree, che aveva pubblicato i precedenti.
La Fat Wreck ha stampato 335 copie limitate gialle, con la scritta a mano "1st 335" (primi 355), per la pubblicazione dell'album nel settembre 2006.

## Tracce
1. Sedition – 2:00
2. How to Pray – 2:25
3. Prisoner Echoes – 2:37
4. Instinct – 2:42
5. The Promise – 2:06
6. Speak to Our Empty Pockets – 2:28
7. Two Thousand Voices – 1:55
8. Hollywood Cemetery – 1:41
9. Allies – 1:45
10. Gunpowder – 1:59
11. Dead Hours – 2:27
12. Iron Trees – 2:05
13. House Arrest – 1:55
14. Ballad of Bloody Run – 3:00
15. You Are Not Collateral Damage (iTunes Bonus Track) – 2:35

## Formazione
- Thomas Barnett – voce
- Matt Sherwood – chitarra, voce
- Garth Petrie – basso
- Eric Kane – batteria